# 艾麗西亞魮
艾麗西亞魮（学名：Barbus aliciae）為輻鰭魚綱鯉形目鯉科的其中一個種。被IUCN列為瀕為保育類動物，分布於非洲賴比瑞亞聖約翰河及幾內亞聖保羅河流域，本魚眼眶下骨狹窄，眼大，體側具4至5個斑塊，背鰭軟條10至11枚；臀鰭軟條8枚，體長可達8.5公分。

## 扩展阅读
維基物種上的相關：艾麗西亞魮